# Clean, Shaven
Clean, Shaven è un film statunitense del 1994 scritto e diretto da Lodge Kerrigan, che cerca di affrontare obiettivamente il tema della schizofrenia e di chi ne è affetto raccontando il tentativo disperato di un uomo schizofrenico di riprendersi sua figlia dalla madre adottiva.
Fu presentato nella sezione Un Certain Regard del 47º Festival di Cannes.

## Trama
Il film inizia con immagini astratte e suoni allucinati. Peter Winter è stato recentemente dimesso da un istituto di salute mentale e subito dopo il rilascio si trova a fare i conti con un mondo che gli è estraneo.
Quando inizia la ricerca di sua figlia Nicole, la macchina di Peter viene colpita da un pallone da calcio. Una ragazzina lo guarda da oltre il parabrezza. Peter esce dalla macchina, non viene mostrata alcuna immagine della bambina, ma si sentono delle urla come se Peter la stesse picchiando. Trascina una grande busta arancione nel suo portabagagli, e il pubblico presume che Peter l'abbia uccisa.
Winter torna a casa, dove suoni e rumori lo invadono in tutto il suo essere senza dargli pace. È convinto di avere un trasmettitore sotto la pelle della testa e procede a rimuoverlo. Peter è anche disturbato dagli specchi, e copre caratteristicamente tutti quelli che incrocia.
La sua macchina viena rivestita di giornali, come isolamento dal mondo esterno. Peter torna a casa a trovare la madre, Mrs Winter, molto infastidita dalla schizofrenia di Peter, che lo tratta ancora come un bambino, e non vuole che trovi sua figlia.
Attraverso i suoi spostamenti, viene coinvolto nelle indagini sull'omicidio di un'altra ragazzina. Jack McNally, il detective del caso, è in difficoltà per la quasi totale mancanza di prove sulla scena del delitto. Peter diventa un sospettato del caso, ma non c'è alcun ritrovamento nella scena del crimine o nella stanza d'albergo di Peter che lo colleghi all'assassinio.
Questo non ferma il detective dal seguire Peter quando rapisce sua figlia dalla madre adottiva. Appena Peter inizia a riconciliarsi con la figlia, McNally compare, con l'intenzione di arrestarlo come autore dell'assassinio. Peter stupidamente tira fuori una pistola e mira al detective per cercare di proteggere sua figlia. McNally, credendo di vedere il cadavere della figlia di Peter, apre il fuoco su di lui, uccidendolo.
Constata poi che la ragazzina è salva e, ispezionato il bagagliaio della macchina di Peter, non vi trova nulla di incriminante. Fa esplodere un colpo in aria con la pistola di Peter, per non essere accusato di omicidio.

## Lodge Kerrigan sul film
Lodge Kerrigan: 
(Keen, Shaven di Walter Chaw, 27 novembre 2005)